# 2025-ös fedett pályás atlétikai Európa-bajnokság
A 2025-ös fedett pályás atlétikai Európa-bajnokságot Hollandiában, az apeldoorni Omnisport Apeldoornban rendezték 2025. március 6. és március 9. között. Ez volt a 38. fedett pályás atlétikai Eb. A férfiaknál és a nőknél is 13–13 versenyszámot rendeztek, illetve a sorozat történetében először szerepelt a programban a 4 × 400 méteres vegyes váltó is.

## Magyar sportolók eredményei
Magyarország 15 sportolóval képviselte magát a kontinensviadalon.
Érmesek
| Érem  | Versenyző     | Versenyszám | Dátum      |
| ----- | ------------- | ----------- | ---------- |
| Arany | Molnár Attila | 400 m       | március 8. |

## Érmesek
- WR – világrekord
- CR – Európa-bajnoki rekord
- AR – kontinens rekord
- NR – országos rekord
- PB – egyéni rekord
- WL – az adott évben aktuálisan a világ legjobb eredménye
- SB – az adott évben aktuálisan az egyéni legjobb eredmény

### Férfi
| Versenyszám | Arany                                                                         | Arany         | Ezüst                                                                             | Ezüst            | Bronz                                                                           | Bronz      |
| ----------- | ----------------------------------------------------------------------------- | ------------- | --------------------------------------------------------------------------------- | ---------------- | ------------------------------------------------------------------------------- | ---------- |
| 60 m        | Jeremiah Azu · Nagy-Britannia                                                 | 6,49 EL PB    | Henrik Larsson · Svédország                                                       | 6,52 NR          | Andrew Robertson · Nagy-Britannia                                               | 6,55 SB    |
| 400 m       | Molnár Attila · Magyarország                                                  | 45,25         | Maksymilian Szwed · Lengyelország                                                 | 45,31 EU23R NR   | Jimy Soudril · Franciaország                                                    | 45,59 PB   |
| 800 m       | Samuel Chapple · Hollandia                                                    | 1:44,88 NR    | Eliott Crestan · Belgium                                                          | 1:44,92          | Mark English · Írország                                                         | 1:45,46    |
| 1500 m      | Jakob Ingebrigtsen · Norvégia                                                 | 3:36,56       | Azeddine Habz · Franciaország                                                     | 3:36,92          | Isaac Nader · Portugália                                                        | 3:37,10    |
| 3000 m      | Jakob Ingebrigtsen · Norvégia                                                 | 7:48,37 SB    | George Mills · Nagy-Britannia                                                     | 7:49,41          | Azeddine Habz · Franciaország                                                   | 7:50,48    |
| 60 m gát    | Jakub Szymański · Lengyelország                                               | 7,43          | Wilhem Belocian · Franciaország                                                   | 7,45             | Just Kwaou-Mathey · Franciaország                                               | 7,50       |
| 4 × 400 m   | Hollandia · Eugene Omalla · Nick Smidt · Isaya Klein Ikkink · Tony van Diepen | 3:04,95 EL    | Spanyolország · Markel Fernández · Manuel Guijarro · Óscar Husillos · Bernat Erta | 3:05,18 NR       | Belgium · Julien Watrin · Christian Iguacel · Florent Mabille · Jonathan Sacoor | 3:05,18 SB |
| Magasugrás  | Oleh Doroscsuk · Ukrajna                                                      | 234 cm WL PB  | Jan Štefela · Csehország                                                          | 229 cm           | Matteo Sioli · Olaszország                                                      | 229 cm PB  |
| Rúdugrás    | Emanuíl Karalísz · GörögországMenno Vloon · Hollandia                         | 590 cm        | nem osztották ki                                                                  | nem osztották ki | Sondre Guttormsen · Norvégia                                                    | 590 cm SB  |
| Távolugrás  | Bozsidar Szarabojukov · Bulgária                                              | 813 cm        | Mattia Furlani · Olaszország                                                      | 812 cm           | Lester Lescay · Spanyolország                                                   | 812 cm SB  |
| Hármasugrás | Andy Díaz · Olaszország                                                       | 17,71 m WL    | Max Heß · Németország                                                             | 17,43 m SB       | Andrea Dallavalle · Olaszország                                                 | 17,19 m    |
| Súlylökés   | Andrei Toader · Románia                                                       | 21,27 m NR    | Wictor Petersson · Svédország                                                     | 21,04 m          | Tomáš Staněk · Csehország                                                       | 20,75 m    |
| Hétpróba    | Sander Skotheim · Norvégia                                                    | 6558 ER CR WL | Simon Ehammer · Svájc                                                             | 6506 NR          | Till Steinforth · Németország                                                   | 6388 NR    |

### Női
| Versenyszám | Arany                                                                  | Arany                 | Ezüst                                                                       | Ezüst        | Bronz                                                                                     | Bronz        |
| ----------- | ---------------------------------------------------------------------- | --------------------- | --------------------------------------------------------------------------- | ------------ | ----------------------------------------------------------------------------------------- | ------------ |
| 60 m        | Zaynab Dosso · Olaszország                                             | 7,01 WL NR            | Mujinga Kambundji · Svájc                                                   | 7,02 SB      | Patrizia van der Weken · Luxemburg                                                        | 7,06 =NR     |
| 400 m       | Lieke Klaver · Hollandia                                               | 50,38 EL              | Henriette Jæger · Norvégia                                                  | 50,45        | Paula Sevilla · Spanyolország                                                             | 50,99 =NR    |
| 800 m       | Anna Wielgosz · Lengyelország                                          | 2:02,09               | Clara Liberman · Franciaország                                              | 2:02,32      | Anita Horvat · Szlovénia                                                                  | 2:02,52      |
| 1500 m      | Agathe Guillemot · Franciaország                                       | 4:07,23               | Salomé Afonso · Portugália                                                  | 4:07,66      | Revée Walcott-Nolan · Nagy-Britannia                                                      | 4:08,45      |
| 3000 m      | Sarah Healy · Írország                                                 | 8:52,86               | Melissa Courtney-Bryant · Nagy-Britannia                                    | 8:52,92      | Salomé Afonso · Portugália                                                                | 8:53,42      |
| 60 m gát    | Ditaji Kambundji · Svájc                                               | 7,67 ER CR WL         | Nadine Visser · Hollandia                                                   | 7,72 NR      | Pia Skrzyszowska · Lengyelország                                                          | 7,83 SB      |
| 4 × 400 m   | Hollandia · Lieke Klaver · Nina Franke · Cathelijn Peeters · Femke Bol | 3:24,34 CR WL NR      | Nagy-Britannia · Lina Nielsen · Hannah Kelly · Emily Newnham · Amber Anning | 3:24,89 NR   | Csehország · Lada Vondrová · Nikoleta Jíchová · Tereza Petržilková · Lurdes Gloria Manuel | 3:25,31 NR   |
| Magasugrás  | Jaroszlava Mahucsih · Ukrajna                                          | 199 cm                | Angelina Topić · Szerbia                                                    | 195 cm       | Engla Nilsson · Svédország                                                                | 192 cm PB    |
| Rúdugrás    | Angelica Moser · Svájc                                                 | 480 cm SB             | Tina Šutej · Szlovénia                                                      | 475 cm SB    | Marie-Julie Bonnin · Franciaország                                                        | 470 cm       |
| Távolugrás  | Larissa Iapichino · Olaszország                                        | 694 cm SB             | Annik Kälin · Svájc                                                         | 690 cm NR    | Malaika Mihambo · Németország                                                             | 688 cm       |
| Hármasugrás | Ana Peleteiro · Spanyolország                                          | 14,37 m EL            | Diana Ion · Románia                                                         | 14,31 m PB   | Senni Salminen · Finnország                                                               | 13,99 m      |
| Súlylökés   | Jessica Schilder · Hollandia                                           | 20,69 m WL NR         | Yemisi Ogunleye · Németország                                               | 19,56 m      | Auriol Dongmo · Portugália                                                                | 19,26 m SB   |
| Ötpróba     | Saga Vanninen · Finnország                                             | 4922 pont EU23R WL NR | Sofie Dokter · Hollandia                                                    | 4826 pont PB | Kate O'Connor · Írország                                                                  | 4781 pont NR |

### Vegyes
| Versenyszám | Arany                                                                   | Arany         | Ezüst                                                                       | Ezüst   | Bronz                                                                             | Bronz   |
| ----------- | ----------------------------------------------------------------------- | ------------- | --------------------------------------------------------------------------- | ------- | --------------------------------------------------------------------------------- | ------- |
| 4 × 400 m   | Hollandia · Nick Smidt · Eveline Saalberg · Tony van Diepen · Femke Bol | 3:15,63 CR SB | Belgium · Julien Watrin · Imke Vervaet · Christian Iguacel · Helena Ponette | 3:16,19 | Nagy-Britannia · Alastair Chalmers · Emily Newnham · Joshua Faulds · Lina Nielsen | 3:16,49 |

## Éremtáblázat
| Helyezés | Nemzet         | Arany | Ezüst | Bronz | Összesen |
| 1.       | Hollandia      | 7     | 2     | 0     | 9        |
| 2.       | Olaszország    | 3     | 1     | 2     | 6        |
| 3.       | Norvégia       | 3     | 1     | 1     | 5        |
| 4.       | Svájc          | 2     | 3     | 0     | 5        |
| 5.       | Lengyelország  | 2     | 1     | 1     | 4        |
| 6.       | Ukrajna        | 2     | 0     | 0     | 2        |
| 7.       | Franciaország  | 1     | 3     | 4     | 8        |
| 8.       | Nagy-Britannia | 1     | 3     | 3     | 7        |
| 9.       | Spanyolország  | 1     | 1     | 2     | 4        |
| 10.      | Románia        | 1     | 1     | 0     | 2        |
| 11.      | Írország       | 1     | 0     | 2     | 3        |
| 12.      | Finnország     | 1     | 0     | 1     | 2        |
| 13.      | Bulgária       | 1     | 0     | 0     | 1        |
| 13.      | Görögország    | 1     | 0     | 0     | 1        |
| 13.      | Magyarország   | 1     | 0     | 0     | 1        |
| 16.      | Németország    | 0     | 2     | 2     | 4        |
| 17.      | Belgium        | 0     | 2     | 1     | 3        |
| 17.      | Svédország     | 0     | 2     | 1     | 3        |
| 19.      | Portugália     | 0     | 1     | 3     | 4        |
| 20.      | Csehország     | 0     | 1     | 2     | 3        |
| 21.      | Szlovénia      | 0     | 1     | 1     | 2        |
| 22.      | Szerbia        | 0     | 1     | 0     | 1        |
| 23.      | Luxemburg      | 0     | 0     | 1     | 1        |
| Összesen | Összesen       | 28    | 26    | 27    | 81       |